# تردستی
تردستی یا چشم‌بندی یا شعبده فنّی ست برای خلق نمودن اثری عجیب به حواسّ انسان‌ها به روش خاص. چه مرموز و چه با روش‌های فیزیکی؛ چه بر ذهن اثر گذارد و چه بر چشم و گوش و حواس.
سحر و جادو، که شامل زیرشاخه‌های توهم، جادوی صحنه ای و سحر از نزدیک می‌شود، از جمله هنرهای نمایشی است که در آن با استفاده از ابزارهای طبیعی مخاطبان با ترفندها، جلوه‌ها یا توهماتی از شاهکارهای به ظاهر ناممکن سرگرم می‌شوند. این باید از جادو یا ماورالطبیعه متمایز شود، تأثیراتی که ادعا می‌شود از طریق ماوراءالطبیعه ایجاد شده‌است. این یکی از قدیمی‌ترین هنرهای نمایشی در جهان است.
جادوی سرگرمی مدرن، با ابتکار جادوگر قرن نوزدهم، ژان اوژن رابرت-هودین، به یک هنر هنری محبوب در تئاتر تبدیل شده‌است. در اواخر قرن نوزدهم و اوایل قرن ۲۰، جادوگران مانند ماسکلین و دوانت ، هوارد تورستون، هری کلار و هری هودینی در طی دوره ای که به «عصر طلایی جادو» معروف شده‌است، به موفقیت گسترده تجاری دست یافتند. در این دوره، جادوی اجرایی به عنوان اصلی‌ترین سالن‌های تئاتر، ودویل و موسیقی برادوی تبدیل شد. سحر و جادو محبوبیت خود را در عصر تلویزیون حفظ کرد، جادوگران مانند پاول دانیلز، دیوید کاپرفیلد، داگ هنینگ، پن و تلر، دیوید بلین و درن براون شکل هنر را مدرنیزه کردند. علاوه بر این، مجله مجیک مجله Magic، که بیشترین فروش در جهان را برای جادوگران دارد، جف مک براید، یوجین برگر و ماکس مون را نیز در لیست «۱۰۰ جادوگر تأثیرگذار قرن بیستم» قرار داده‌است که در توسعه مدرن هنر سحر و جادو.
یعنی تردست به بیننده چیزی نشان می‌دهد که واقعاً اتّفاق نیفتاده؛ به این هدف که او باور کند.

## روش‌های تردستی
تردستی یک هنر است و با حقه‌های مختلف مردم را متحیر می‌کنند.

### روش و ابزار و شرایط تردستی
شعبده بازی چند قانون و اصل مهم دارد که حتماً باید آن‌ها را رعایت کنید؛ مثلاً هیچ‌گاه نباید شعبده بازی را برای یک نفر دو بار انجام دهید، یا نباید راز آن را بازگو کنید و…
برای افزایش مهارت شعبده بازی خود نیاز به تمرین‌های زیادی دارید که برای مثال برای بار اول جلوی آیینه تمرین کنید، برای بار دوم جلوی کسی که شما را تشویق می‌کند مانند خانواده و… و وقتی به مهارت کافی دست پیدا کردید جلوی تماشاچیان به انجام آن بپردازید.
شرایط
- خطای دید بیننده
- سرعت عمل

روش:
- حرکات سریع rapid motions
- حرکات پنهان

ابزارها
- ابزارهای مخصوصی، عمدتاً برای پنهان‌کاری
- گونه‌های شعبده عبارتند از: تردستی … مهارت با دست شعبده‌های رایج و تلفیقی ایجاد خطای دید در اجرا شعبده کمدی شعبده‌های ذهنی نوآری و خلاقیت در اجرا شعبده‌های حضوری شعبده با کارت ـ پاسور